# Питоми кестен
Питоми кестен (лат. Castanea sativa) је врста кестена, пореклом из југоисточне Европе и Мале Азије.

## Изглед и цветање
Питоми кестен може да порасте и преко 20 м, има бујну и велику крошњу. Кора му је глатка и сивосмеђа. Листови су дугуљасти, ланцетасти, крупно назубљени, дуги 8-18 цм и широки 3-6 цм. на лицу су голи, а на наличју длакави, не опадају са стабла све до пролећа. Цветови се појављују почетком јуна, када су листови већ потпуно развијени. Мушки цветови стоје у жућкастим чуперцима на дугим, усправним и испрекиданим ресама. Женски цветови стоје при дну тих реса или у пасуху листова, појединачно или у мањим групама. Плодови дозревају почетком октобра, на површини су сјајни, полукугласти или заобљено пљоснати орашасти, смеђе боје. 

## Галерија
- дрво питомог кестена
- плод питомог кестена
- лист питомог кестена
- Castanea sativa